# آيت مالك (سورن)
آيت مالك هو دُوَّار يقع بجماعة سيدي يعقوب، إقليم أزيلال، جهة بني ملال خنيفرة في المملكة المغربية. ينتمي الدوّار لمشيخة سورن التي تضم 18 دوار. يقدر عدد سكانه بـ 205 نسمة حسب الإحصاء الرسمي للسكان والسكنى لسنة 2004.

## وصلات خارجية
- البوابة الوطنية للجماعات الترابية
- المندوبية السامية للتخطيط